# Šumenská černá slepice

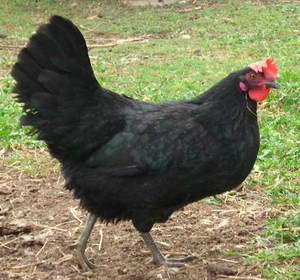
Slepice Šumenské černé slepice

Šumenská černá slepice je staré krajové plemeno slepice.

## Původ plemene
Šumenská černá slepice pochází z okolí města Šumen ve východním Bulharsku. Ve 20. století zkřížená s plemeny minorka a rodajlenka.

## Popis
Šumenská černá slepice má sytě černé peří. Hřeben a laloky jsou červené. Snáší 150–160 vajec s hmotností 50–55 g.